# Jessie Cave
Jessie Cave, britanska filmska igralka, *5. maj 1987, London, Anglija. Najbolje jo poznamo iz filma Harry Potter in Princ mešane krvi, kjer igra Lavender Brown.

## Biografija

### Osebno življenje
Jessie Cave se je rodila 5. maja 1987 v Londonu, Anglija, kot drugi najstarejši izmed petih otrok. Njen dedek je bil šef sekretarja Hong Konga, Sir Charles Philip Haddon-Cave. Njena deset let mlajša sestra Bebe je tudi igralka.
Na Kingston University je študirala ilustriranje in animacije, na University of Manchester pa angleško književnost.

## Kariera
Jessie Cave je svojo igralsko kariero začela leta 2008 v seriji Summerhill, kjer je imela vlogo Stelle. Naslednjega leta je upodobila vodno nimfo v filmu Srce iz črnila, ter Lavender Brown v filmu Harry Potter in Princ mešane krvi. Letos je imela tudi stransko vlogo v filmu The Science of Cool.
Junija letos je igrala Thomasino v gledališki igri Arcadia.
Trenutno snema oba dela filma Harry Potter in Svetinje smrti, kjer ima (tako kot v Harryju Potterju 6) vlogo Lavender Brown.

## Filmografija
| Film & Television | Film & Television                 | Film & Television | Film & Television |
| Leto              | Naslov                            | Vloga             | Opombe            |
| ----------------- | --------------------------------- | ----------------- | ----------------- |
| 2008              | Summerhill                        | Stella            |                   |
| 2009              | Harry Potter in Princ mešane krvi | Lavender Brown    |                   |
| 2009              | Srce iz črnila                    | Vodna nimfa       |                   |
| 2009              | The Science of Cool               | TBA               |                   |
| 2011              | Harry Potter in Svetinje smrti    | Lavender Brown    | v snemanju        |